# Szerali Dostijew
Szerali Dostijew (tadż. Шералӣ Достиев; ur. 12 stycznia 1985 w Duszanbe) – tadżycki bokser, olimpijczyk, medalista mistrzostw świata.
Dwukrotny olimpijczyk (IO 2004, IO 2008). Na obu igrzyskach startował w wadze papierowej. Kwalifikacje uzyskiwał dzięki wygranym turniejom kwalifikacyjnym do igrzysk. W Atenach odpadł w 1/16 finału po porażce na punkty z Filipińczykiem Harry Tañamorem, podobnie było na igrzyskach w Pekinie. Tym razem okazał się gorszy od Kubańczyka Yampiera Hernándeza.
Dwukrotnie uczestniczył w mistrzostwach świata amatorów (2005, 2007). W 2005 roku zaczął turniej od 1/8 finału (w 1/16 miał wolny los). Pokonał Koreańczyka Hong Moo-wona. W ćwierćfinale zwyciężył Hindusa Suranjoya Singha, jednak w półfinale przegrał z Zou Shimingiem z Chin. Zdobył jednak brązowy medal. Dwa lata później odpadł w 1/8 finału, przegrywając ponownie z Filipińczykiem Harry'ym Tañamorem.
Na Igrzyskach Azjatyckich 2006 odpadł w eliminacjach, ponownie przegrywając z Zou Shimingiem. Mistrz Tadżykistanu (2005, 2007).
Walczył również jako zawodowiec w walce superkoguciej. Stoczył 11 walk, z czego 9 wygrał, 1 zremisował i 1 przegrał (lata 2009-2013).